# مسکو
مُسْکو (به روسی: Москва) پایتخت، بزرگ‌ترین و پرجمعیت‌ترین شهر در کشور روسیه است. این شهر با جمعیت بیش از ۱۹٫۱ میلیون نفر در محدوده شهری و با جمعیت بیش از ۲۱٫۵ میلیون نفر در محدوده کلان‌شهری پرجمعیت‌ترین و بزرگ‌ترین شهر در قاره اروپا است. این شهر در کنار رود موسکوا در ناحیه فدرال مرکزی قرار دارد و در روسیه اروپایی واقع شده‌است.
این شهر از مهم‌ترین مراکز سیاسی، اقتصادی، مذهبی، تاریخی، مالی، آموزشی و ترابری فدراسیون روسیه و اروپا به‌شمار می‌آید. کاخ کرملین، قلعه‌ای باستانی در این شهر است که محل زندگی رئیس‌جمهور روسیه و استقرار قوه مجریه این کشور است. این شهر در دوران اتحاد جماهیر شوروی نیز پایتخت آن کشور بود.
۴ فرودگاه بین‌المللی، ۹ ایستگاه راه‌آهن و متروی مسکو که یکی از عمیق‌ترین تونل‌های دنیا می‌باشد، در این شهر قرار دارند. مترو مسکو با ۲۳۶ ایستگاه پس از متروی توکیو، بیشترین مسافران را در بین سامانه‌های قطار شهری جهان جابجا می‌کند. کلان‌شهر مسکو از نظر دارا بودن مؤسسات علمی، ورزشی و آموزشی از رتبه خوبی در سطح جهان برخوردار است؛ به‌طوری که بیش‌ترین امکانات ورزشی را در کل جهان به خود اختصاص داده است.
مسکو یکی از دوازده شهر قهرمان به‌حساب می‌آید که عنوانی افتخاری برای شهرهایی است که در زمان شوروی و به هنگام وقوع جنگ جهانی دوم، مردمانش فداکاری‌ها و جانفشانی‌های بسیاری از خود نشان دادند.

## واژه‌شناسی
نام مسکو برگرفته از نام رود موسکوا است. در روسی قدیم آن را гра́д Моско́в (گرات ماسکوف) به معنای شهرِ کنارِ [رودِ] مسکو می‌گفتند. نخستین اشاره به نام این شهر در سال ۱۱۴۷ دیده می‌شود زمانی که یوری دولگوروکی شاهزاده ناوگورود-سورسکی را با این جملات فراخواند: «ای برادر، نزد من آی، به مسکو.»

## پیشینه

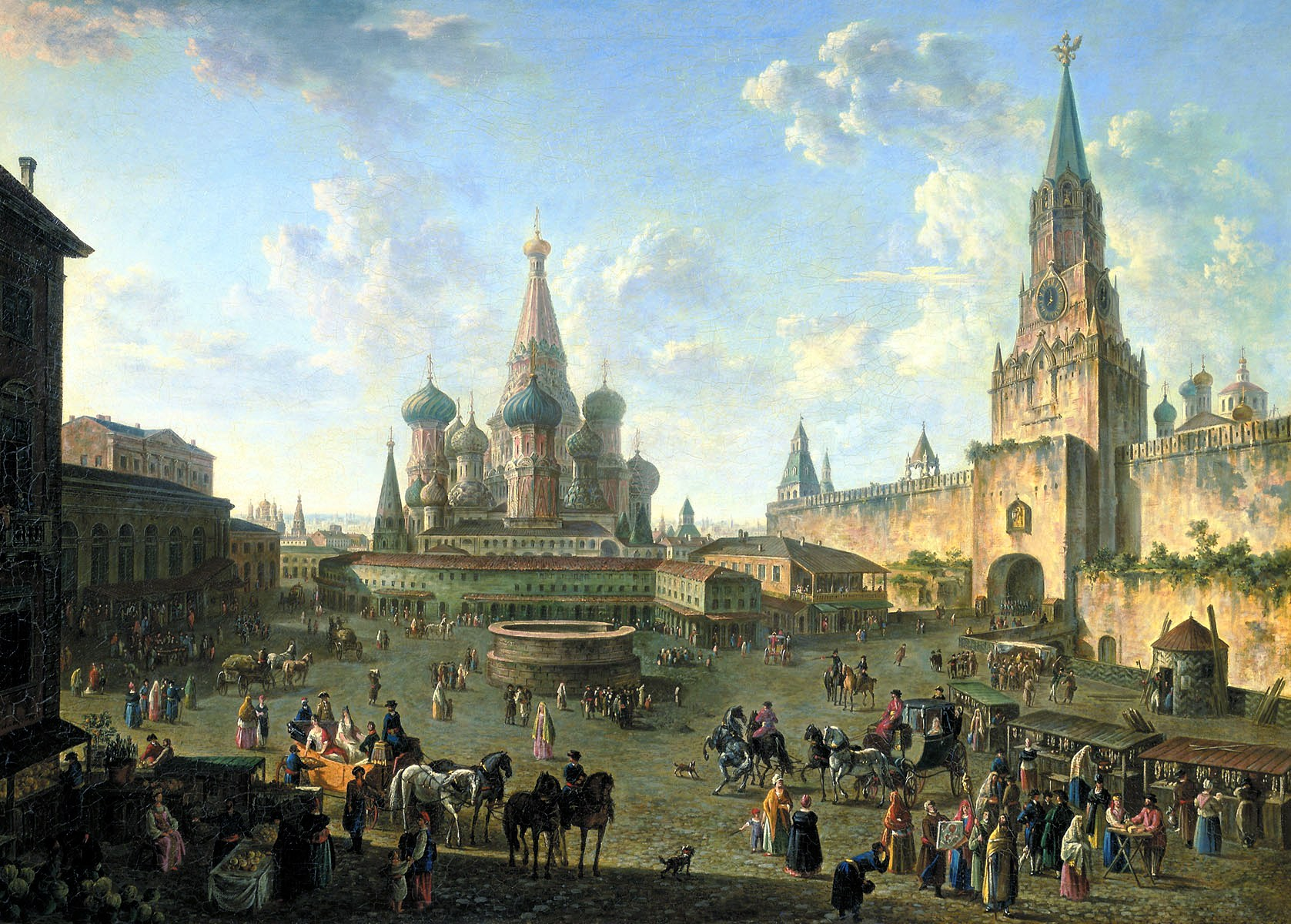
یک نقاشی تاریخی از میدان سرخ به سال ۱۸۰۱ میلادی. میدان سرخ مرکزی‌ترین بخش مسکو محسوب می‌شود.

۹ سال بعد، در سال ۱۱۵۶، شاهزاده یوری دالگاروکی روستوف دستور ساخت یک دیوار چوبی، یعنی کرملین را داد، دیواری که شهر تازه‌بنیاد را محصور می‌ساخت و پس از آن چندین بار نیازمند بازسازی شد.
طی حملات سال‌های ۱۲۳۷–۱۲۳۸، مغولان این شهر را سوزانده و با خاک یکسان کرده و ساکنانش را کشتند. در دوران پس از آن، مسکو بازسازی شد و در ۱۳۲۷ پایتخت امیرنشین مستقل ولادیمیر-سوزدال گشت.
موقعیت مطلوب آن بر سرچشمه رودخانه ولگا به توسعه پایدار آن کمک کرد و رفته‌رفته این شهر به یک امیرنشین باثبات و مرفه، به نام دوک‌نشین بزرگ مسکو تبدیل شد و طی سال‌های پیاپی شمار زیادی از پناهندگان را از سراسر روسیه جذب کرد.
در حکومت ایوان یکم، مسکو جایگزین شهر تِوِر به عنوان مرکز سیاسی ولادیمیر-سوزدال شد و تبدیل به تنها مرکز گردآوری باج و خراج برای زمامداران مغول و تاتار گشت. ایوان با پرداخت سهمی بالا، موفق به کسب یک امتیاز مهم از خان شد که بر اساس آن مسکو بر خلاف امیرنشین‌های دیگر، در میان پسرانش تقسیم نشد، بلکه دست‌نخورده به فرزند ارشد او رسید.
با گذر زمان مخالفت مسکو علیه سلطه خارجی افزایش یافت و در سال ۱۳۸۰، شاهزاده دیمیتری دونسکی سپاه متحدی از روس‌ها را در نبرد کولیکوو علیه تارتارها رهبری کرد و به پیروزی رسید. با این حال این نبرد، تعیین‌کننده نبود و تنها دو سال بعد از آن، مسکو زیر پای لشکریان تختامیش لگدمال شد. سرانجام ایوان سوم، در سال ۱۴۸۰ روس‌ها را از یوغ تاتارها آزاد کرد و مسکو را تبدیل به مرکز قدرت در روسیه نمود. تحت حکومت ایوان سوم این شهر پایتخت یک امپراتوری گسترده شد که در نهایت زمانی همه روسیه امروزی و سرزمین‌های دیگر را دربر گرفت.
در سال ۱۵۷۱ تاتارهای کریمه به مسکو حمله کردند و همه چیز، به‌جز کرملین را سوزاندند.

## توسعه
مرکز تجارت جهانی مسکو ММДЦ یکی از مراکز تجاری، مسکونی و تفریحی جدید این شهر محسوب می‌شود و در بخش پرسنِنسکی مسکو (۴کیلومتری غرب میدان سرخ) واقع شده است. هدف از ساخت این مرکز، توسعه مناطق تجاری در اروپای شرقی ست. این پروژه از سال ۱۹۹۸ شکل گرفت و یک فضای مرکز تجاری تفریحی بزرگ را در اختیار مشتریانش قرار می‌دهد.

برج فدراسیون که در سال ۲۰۱۶ افتتاح شد، بلندترین برج اروپاست. همچنین علاوه بر موارد یاد شده، در پروژه پیشرفت مسکو، ایجاد یک پارک آبی و امکانات تفریحی، توسعه کسب و کار و شبکه حمل و نقل و گسترش فضای اداری در دستور کار قرار دارد.

## امکانات شهری

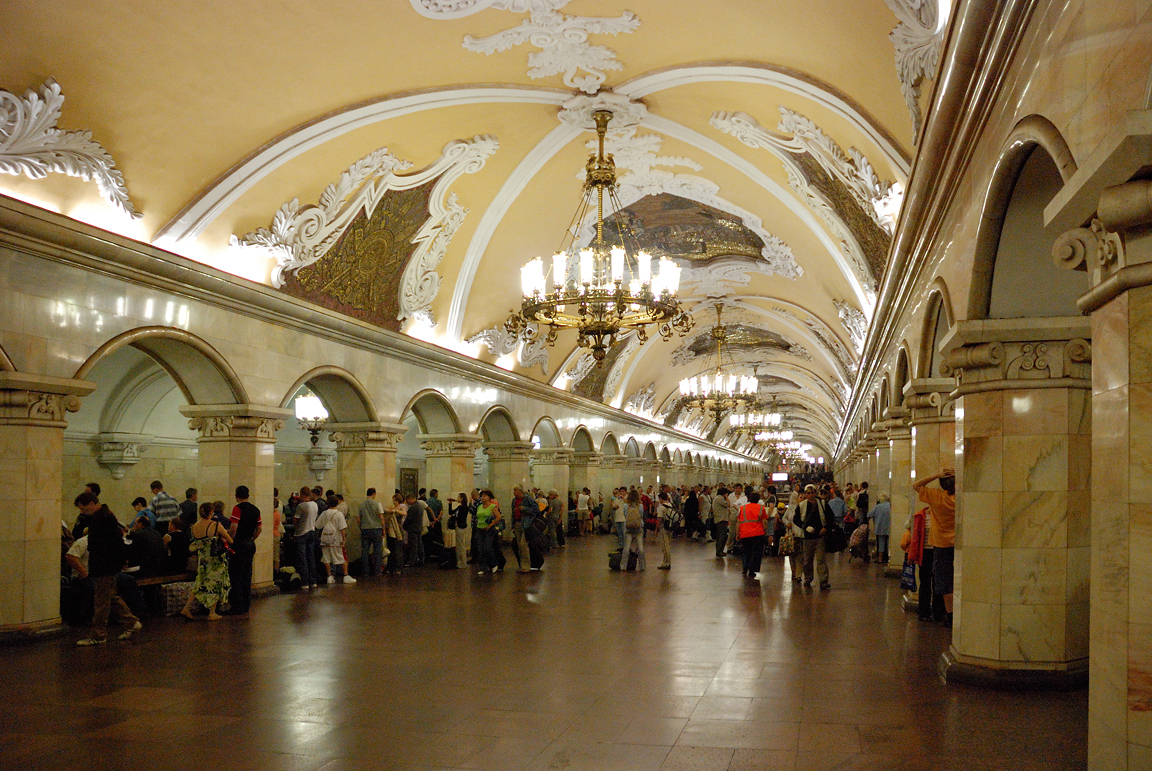
بسیاری از ایستگاه‌های مترو در مسکو، دارای تزئینات مجلل، ستون‌های مرمرین، چلچراغ و کف‌پوش‌هایی از سنگ خارا هستند.

مسکو دارای ۵ فرودگاه به نام‌های فرودگاه فرودگاه بین‌المللی شِرِمتیوو، فرودگاه بین‌المللی دِمادیه دِوا، فرودگاه بیکوف، فرودگاه بین‌المللی اوستافیف و فرودگاه بین‌المللی ونوکاوا است. SVO یا فرودگاه بین‌المللی شرمتیوو، یکی از بزرگ‌ترین و مهم‌ترین فرودگاه‌های مسکو است که در فاصله ۴۱ کیلومتری از مرکز این شهر واقع شده است. این فرودگاه بیشترین تعداد مسافر خارجی را پذیراست و ۶۰٪ کل مسافران کشورهای خارجی از این فرودگاه وارد مسکو می‌شوند. فرودگاه دوموده دوو (DME)، با نام رسمی فرودگاه بین‌المللی میخائیل لومونوسوف، در فاصله تقریبی ۴۲ کیلومتری جنوب شرقی مسکو واقع شده است. این فرودگاه به راحتی از طریق خیابان "Kashirskoye Shosse" و بزرگراه A-105 قابل دسترس است. فرودگاه ونوکوو (VKO)، قدیمی‌ترین و کوچک‌ترین فرودگاه بین‌المللی روسیه شناخته می‌شود. این فرودگاه در فاصله حدود ۲۸ کیلومتری جنوب غربی مسکو واقع شده است.
متروی مسکو سامانه قطارهای شهری کلان‌شهر مسکو است. متروی مسکو با داشتن ۱۲ خط فعال، ۲۲۳ ایستگاه و مسیری به طول ۳۸۱ کیلومتر، یکی از قدیمی‌ترین خطوط متروی شهری در جهان است. خط سیزدهم مترو مونوریل است که دارای ۶ ایستگاه و حدود ۵ کیلومتر درازاست. خط چهاردهم که سال ۲۰۱۶ به بهره‌برداری رسیده است، حلقه مرکزی مسکو نام دارد و دارای ۳۱ ایستگاه و ۵۴ کیلومتر طول است. ایستگاه‌های متروی این شهر بسیار عمیق هستند و پله برقی‌هایی به طول بیش از ۱۰۰متر مردم را حمل می‌کنند. عمق ایستگاه متروی پارک پیروزی ۸۴ متر است که یکی از عمیق‌ترین ایستگاه‌های مترو جهان به‌شمار می‌رود.
مرکز بین‌المللی کسب و کار مسکو، یک منطقه تجاری، بازرگانی، مسکونی، تفریحی با محوریت کسب و کار، در مسکو است. مراکز تجاری و خرید بسیاری در شهر مسکو وجود دارند که با همتایان خود در دیگر کشورهای اروپایی برابری می‌کنند. اغلب برندهای معروف پوشاک، لوازم خانگی، لوازم بهداشتی و آرایشی، ورزشی و محصولات فرهنگی در این مراکز عرضه می‌شوند.

## کلیساهای مسکو

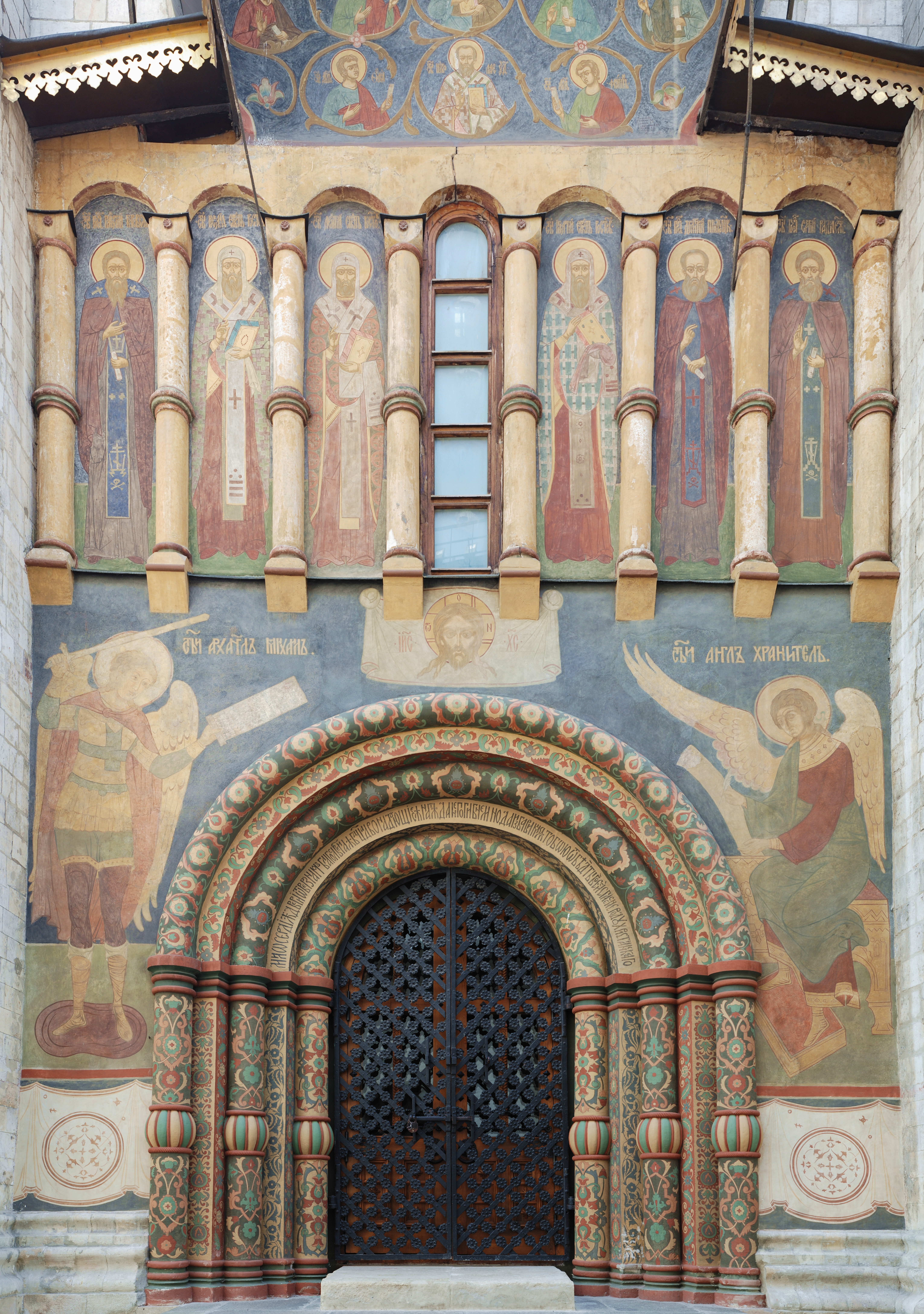
کلیسای جامع رستاخیز، مسکوهمچنین به عنوان کلیسای جامع عروج نیز شناخته می‌شود، یک کلیسای ارتدکس روسی است که به به خواب رفتن مریم مقدس اختصاص یافته است. این در ضلع شمالی میدان کلیسای جامع کرملین مسکو در روسیه واقع شده است، جایی که یک کوچه باریک شمال را از کاخ پاتریارک با کلیسای دوازده حواری جدا می‌کند. به‌طور جداگانه در جنوب غربی، همچنین با گذرگاهی باریک از کلیسا جدا شده است. این کلیسای جامع به عنوان کلیسای مادر روسیه و دوک‌نشین بزرگ مسکو در نظر گرفته می‌شود.

کلیسای جامع عیسی منجی Храм Христа Спасителя: در مسکو به نظر بزرگ‌ترین کلیسای ارتدوکسی جهان می‌آید. ساختمان ظاهر باشکوهی دارد و قدمت بنای امروزی آن به دهه ۹۰ میلادی بازمی‌گردد؛ چراکه این سازه پس از آنکه توسط استالین تخریب شده بود، بازسازی شد. ایده اولیه ساخت این کلیسا اوایل سده ۱۹ عملی گشت. زمانی که آخرین سربازان ناپلئون مسکو را ترک می‌کردند، تزار الکساندر یکم، بیانیه‌ای در ۲۵ دسامبر ۱۸۱۲ امضا کرد که طی آن هدف خود را برای ساخت یک کلیسای جامع وقف اعلام می‌کرد. این کلیسای جامع برای نشان‌دادن سپاسگزاری از مشیت الهی برای نجات روسیه و یادبودی از قربانیان کشور بنا گردید. سالن اصلی کلیسا در طبقه اول، دیدنی و باشکوه تزیین شده است. بالکن‌های پشت بام این کلیسا از چهار جهت به مسکو اشراف دارد و منظره‌ای زیبا از فصل‌های مختلف در این شهر را نشان می‌دهد. اکنون این کلیسا به یکی از اصلی‌ترین جاذبه‌های توریستی شهر مسکو تبدیل شده و نیز بسیاری از مراسم خاص مذهبی نیز با حضور پاتریارک کریل Патриа́рх Кири́лл؛ اسقف اعظم روسیه، در آن برگزار می‌شود.
کلیسای جامع واسیلی Храм Василия Блаженного: این کلیسا با تلفظ انگلیسی سنت باسیل، در میدان سرخ مسکو واقع است. این کلیسا به سمبلی برای شناخت روسیه و مسکو بدل شده و اغلب مردم جهان میدان سرخ را با این سازه می‌شناسند. کلیسای مذکور بین سال‌های ۱۵۵۵ تا ۱۵۶۱ میلادی ساخته شد و تا سال ۱۶۰۰ میلادی به عنوان بلندترین سازه مسکو به حساب می‌آمد. امروزه بخشی از این بنا، موزه است و در آن آثاری زیبایی به نمایش گذاشته شده‌اند. این کلیسا و مجموعه موزه آن در فهرست میراث فرهنگی یونسکو به ثبت رسیده است.
کلیسای بشارت Благовещенский собор: این کلیسا که با نام کلیسای انبیا نیز شناخته می‌شود، سازه‌ای با گنبدهای طلایی زیباست که در قلب شهر مسکو و کنار میدان سرخ در مجموعه کرملین قرار دارد. کار ساخت این کلیسا از سال ۱۴۸۴ میلادی آغاز و در سال ۱۴۸۹ بناشد و گفته می‌شود ایوان سوم این بنا را در نزدیکی کاخ محل سکونت خود بنا کرد تا به عنوان یک کلیسای خصوصی از آن استفاده کند. ابتدا کلیسا سه گنبد داشت؛ اما به مرور گنبدهای دیگری به آن اضافه شد تا اکنون که تعدادشان ۹ گنبد است. امروزه این کلیسا یکی از پربازدیدترین موزه‌های مسکو را در خود جای داده و هرروزه علاقه‌مندان بسیاری از آن دیدن می‌کنند.
کلیسای جامع کازان Казанский собор: در ضلع شمال شرقی میدان سرخ واقع شده و نمای بسیار زیبایی دارد. این کلیسا یکی از پربازدیدترین بناهای مذهبی در مسکو به‌شمار می‌رود و در سال ۱۶۲۵ میلادی بنا شد. بعد از ۷ سال این سازه دچار آتش‌سوزی شد. پادشاه وقت؛ تزار میخائیل اول در سال ۱۶۳۶ دستور ساخت کلیسایی آجری را داد. کلیسای کازان به یکی از مهم‌ترین کلیساهای کشور مبدل گشت اما به دستور استالین در زمان شوروی تخریب شد تا میدان سرخ فضای بیشتری برای رژه‌های نظامی ارتش داشته باشد. بنایی که اکنون در این محل وجود دارد در سال ۱۹۹۳ میلادی و پس از فروپاشی شوروی به جای کلیسای تخریبی توسط آلگ ایگاروویچ ژورین Олег Игоревич Журин و گِنادی یاکوولویچ ماکِیِف Генна́дий Я́ковлевич Моке́ев ساخته شد.

## دانشگاه‌های مسکو
یکی از بزرگ‌ترین و معروف‌ترین دانشگاه‌های فدراسیون روسیه در شهر مسکو قرار دارد. دانشگاه دولتی مسکو لومونسف Моско́вский госуда́рственный университе́т и́мени М. В. Ломоно́сова یا به اختصار ام.گ. او МГУ از قدیمی‌ترین دانشگاه‌های روسیه و مرکز تخصصی علوم پایه، علوم طبیعی و فرهنگی به حساب می‌آید. این دانشگاه از سال ۱۹۴۰ میلادی با پسوند میخاییل واسیلویچ لومونسف خوانده می‌شود. دانشگاه ۱۵ مرکز تحقیقات و پژوهش، ۴۳ دانشکده، ۳۰۰ دپارتمان و ۶ شعبه در خارج از کشور و در کشورهای عضو سابق شوروی یا اس.ان. گ دارد. و و از سال ۱۹۹۲ ریاست دانشگاه بر عهده ویکتور آنتونویچ سَدوونیچی Ви́ктор Анто́нович Садо́вничий است. این دانشگاه در رشته‌های مربوط به علوم ریاضی رتبه ۳۶ دنیا را داراست.
مؤسسه فیزیک و فناوری مسکو نیز یکی از دانشگاه‌های معتبر مسکو می‌باشد.
دانشگاه دولتی نفت و گاز به نام گوبکین Российский государственный университет нефти и газа им. И. М. Губкина در سال ۱۹۳۰ میلادی گشایش یافت. برای بیش از ۸۰ سال این دانشگاه متخصصان حوزه نفت و گاز را تربیت کرده و مطالعات و پژوهش دراین عرصه توسط دانشجویان رشته‌های مربوطه صورت می‌گیرد. نوآوری در روش‌های تدریس، توسعه ارتباط با دانشگاه‌های خارجی فعال در حوزه نفت و گاز، توجه به روزآمدی معلومات دانشجویان و در نهایت آماده‌سازی متخصصان برای فعالیت‌های علمی آینده از اهداف و برنامه‌های این دانشگاه است.
دانشگاه دولتی پزشکی و دندانپزشکی یِودوکیمووا Московский государственный медико-стоматологический университет имени А. И. Евдокимова که به سِماشکو نیز شهرت دارد، یکی از معروف‌ترین دانشگاه‌های روسیه در حوزه علوم پزشکی و دندانپزشکی به حساب می‌آید. دانشگاه شامل ۶ ساختمان دانشگاهی و ۲۰ بیمارستان است. این دانشگاه در ۲ آوریل ۱۹۲۲ افتتاح شد.
دانشگاه دوستی ملل Российский университет дружбы народов پنجم فوریه ۱۹۶۰ میلادی بنابه تصمیم حکومت وقت در زمان شوروی گشایش یافت. به هنگام تأسیس، این دانشگاه پاتریس لومومبا؛ مبارز آفریقایی نام گرفت اما در سال ۱۹۹۲ نام آن به دانشگاه دوستی ملل تغییر یافت. این دانشگاه به رودن РУДН نیز معروف است. دانشگاه رودن ۶ دانشکده با ۶۰ دپارتمان و ۲۸ مرکز تحقیقات، ۱۰ انستیتو با ۵۰ دپارتمان و ۲۰ مرکز تحقیقات را داراست.
رشته‌های حقوق، پزشکی، دندانپزشکی، زبان روسی، اقتصاد، زیرشاخه‌های علوم انسانی و علوم اجتماعی، زبان‌شناسی و اکولوژی در این دانشگاه تدریس می‌شود.
انستیتو دولتی زبان روسی به نام پوشکین Государственный институт русского языка им. А. С. Пушкина یکی از مراکز تخصصی تدریس زبان روسی و رشته‌های مربوط به زبان‌شناسی و ادبیات روسی است. هر ساله این انستیتو فارغ التحصیلان بسیاری در مقاطع کارشناسی، کارشناسی ارشد و دکتری برای رشته‌های مربوط به حوزه زبان و ادبیات روسی دارد. دانشجویان خارجی بسیاری در این انستیتو مشغول یادگیری زبان روسی هستند.

## موزه‌های مسکو
موزه جواهرات Алмазный фонд؛ که در مجموعه موزه‌های کرملین قرار دارد، کلکسیونی از جواهرات و سنگ‌های قیمتی و قطعات منحصربفرد را به نمایش می‌گذارد. جواهرات این مجموعه، زمان حکومت تزاری در کاخ زمستانی تزار نگهداری می‌شد و در پی وقوع جنگ جهانی اول به مجموعه کرملین انتقال پیدا کرد. اولین بازدید برای عموم در سال ۱۹۶۷ اتفاق افتاد. انواع تاج‌های سلطنتی پادشاهان و ملکه‌های روس، الماس مشهور اورلوف، هدیه‌های شاهان دیگر کشورها و بسیاری سنگ‌های قیمتی در این موزه نگهداری می‌شوند.
موزه پوشکین Государственный музей А. С. Пушкина؛ یکی از منحصربفردترین مجموعه‌های هنری را در خود جای داده است. آثار هنرمندان مشهور جهان ازجمله پل سزان، تئودور روسو، ونگوک، پیکاسو و دیگران در این موزه نگهداری می‌شوند. بین سال‌های ۱۹۱۷ تا ۱۹۲۳، موزه هنر دانشگاه مسکو و در سال ۱۹۳۷ میلادی برای یادبود و گرامیداشت نویسنده و شاعر بنام روس؛ پوشکین نام گرفت.
موزه دولتی هنرهای ملل شرق Государственный музей искусства народов Востока؛ بزرگ‌ترین مجموعه فرهنگی مربوط به ملل مشرق زمین را در خود جای داده است. هنر مردم آسیای نزدیک و دور، آسیای غربی، آسیای مرکزی و قفقاز، با بیش از ۱۴۷٬۵۰۰ قطعه به نمایش گذاشته شده‌اند. موزه در سال ۱۹۹۱ با حکم رئیس‌جمهور وقت، به مکانی برای حفاظت از میراث فرهنگی شرق تبدیل شد. همزمان با نمایشگاه‌های دائمی، موزه به‌طور منظم میزبان نمایشگاه‌های آثار هنرمندان برجسته روسی و خارجی ست.
موزه هنرهای معاصر مسکو Московский музей современного искусства؛ که مجموعه‌ای از هنر روسیه در سده بیستم و بیست و یکم را به نمایش می‌گذارد. موزه ۱۵ دسامبر ۱۹۹۹ با حمایت دپارتمان فرهنگی شهرداری مسکو تأسیس شد. بنیان‌گذار آن رئیس آکادمی هنر روسیه بود که مجموعه هنری و شخصی وی که بالغ بر ۲۰۰۰ قطعه را دربر می‌گرفت و او را به یک هنرمند مشهور سده بیستم مبدل ساخته بود ازجمله اولین آثار موزه است. پس از آن همواره فعالیت موزه و مجموعه آن گسترده‌تر می‌شود.
موزه فضانوردان Музей космонавтики؛ یکی از بزرگ‌ترین موزه‌های علمی و تکنیکی جهان محسوب می‌شود. تاریخ این موزه به نیمه دوم سده بیستم بازمی‌گردد، زمانی که در سال ۱۹۶۴ میلادی بنای یادبود فاتحان فضا در مسکو پدیدار شد. برنامه‌های فضایی روسیه، ابزار و امکانات فضانوردی، ماهواره‌ها، سفینه‌ها و یادبودهای فضانوردان در این موزه به نمایش درآمده‌اند. بازدیدکنندگان موزه اذعان می‌کنند فضا برای آن‌ها پس از دیدن موزه به ذهن و زندگی انسانی نزدیک تر شده است.
موزه دولتی تریتیاکوف Государственная Третьяковская галерея؛ این موزه را می‌توان از بزرگ‌ترین مجموعه آثار هنر ملی روسی به حساب آورد. این موزه از لحاظ تجمع آثار هنری ارزشمند و غنی روسی معروف است. موزه تریتیاکوف دارای سه هدف اصلی ست: - کشف، حفظ و نمایش محبوبیت هنر روسی - شکل‌دادن به هویت فرهنگی روسیه و توجه جامعه و مردم به نقش بی بدیل هنر - غنابخشیدن به زندگی مردم با دسترسی آن‌ها به شاهکارهای هنر روسی. ایده تأسیس این موزه به سده نوزدهم میلادی و سال ۱۸۵۶ بازمی‌گردد که بانی آن؛ تریتیاکوف آثار هنرمندان روسی را جمع‌آوری و رسماً در سال ۱۸۹۲ به عنوان موزه با بیش از ۲۰۰۰ اثر هنری شامل ۱۸۸۸ نقاشی و طراحی و تعدادی مجسمه گشایش یافت.
موزه بزرگ جنگ میهنی (موزه پیروزی) (Центра́льный музе́й Вели́кой Оте́чественной войны́ ۱۹۴۱—۱۹۴۵ гг. (Музей Победы؛ این موزه یک مجموعه یادبود منحصربفرد از آثار مربوط به قهرمانی‌ها و شجاعت‌های سربازان و مردم روسیه را به نمایش می‌گذارد که طی جنگ جهانی دوم رخ داد. موزه پیروزی در ماه مه ۱۹۹۵ توسط رئیس‌جمهوری وقت؛ بوریس یلتسین افتتاح شد. تصاویر، فیلم‌ها، اشیا، سنگرها، لباس‌ها و نشان‌های افتخار به شکل بسیار تأثیرگذار و زیبایی در این موزه مورد بازدید قرار می‌گیرند. موزه از تالارها و بخش‌های مختلف و باشکوهی تشکیل شده که بازدیدکننده را در فضای نبرد آن زمان قرار می‌دهد.
موزه تساریتسینو Музей Царицыно؛ شامل مجموعه کاخ کاترین مربوط به سده هجدم میلادی است. این مجموعه که برای بیش از بیست سال اقامتگاه کاترین؛ ملکه روسیه بوده ساخته معماران برجسته روس است. محوطه کاخ‌ها از پارک‌های بسیار زیبا، گذرگاه‌ها و پل‌ها و دریاچه و برکه‌های دیدنی تشکیل شده است. آثار ارائه شده در موزه ابتدا مربوط به موزه هنرهای تزیینی شوروی بود که بعدها دیگر آثار هنری روسی و خارجی نیز به آن اضافه شد. نمایشگاه‌های مختلف و پروژه‌های آموزشی هنری به ویژه مخصوص کودکان از برنامه‌های این مجموعه است. کاخ اصلی، باغ مجاور کاخ، خانه اپرا، چشمه‌ها، باغ سبز و خانه نان ازجمله مکان‌هایی است که مورد بازدید عموم قرار می‌گیرند.
موزه‌ها و مجموعه کلومنسکوئه Музей Коломенское؛ محل اقامت شاهزادگان روسی است که به سده چهاردهم میلادی بازمی‌گردد. این مجموعه با معماری منحصربفرد از منظر هنری و تاریخی برای روسیه بسیار بااهمیت است. در این مجموعه کلیساهای متعددی ازجمله کلیسای عروج قرار دارد که یکی از اولین کلیساهای سنگی با پایه چوبی ست که ساخت آن به سال ۱۵۳۲ میلادی برمی گردد. ساختمان کلیسا عمیقاً تحت تأثیر معماری سنتی شرق اروپاست و سال ۱۹۹۴ در فهرست میراث فرهنگی یونسکو قرار گرفت. در نزدیکی این کلیسا برج آب قرار دارد که در نوع خود دیدنی ست. قصر تزار الکسی میخاییلویچ از دیگر مکان‌های دیدنی این مجموعه به حساب می‌آید. معماری زیبای کلیساها و خانه‌های چوبی این مجموعه منحصربفرد و موزه‌های آن حاوی آثار تاریخی و هنری روسیه است. محوطه پیرامونی شامل باغ‌ها و دریاچه به رودخانه مسکو منتهی می‌شود. این مکان پذیرای بازدیدکنندگان بسیاری از داخل و خارج روسیه در فصول مختلف سال و همچنین محل گردهمایی نقاشان و هنرمندان برای خلق آثار هنری با الهام از معماری و طبیعت زیبای آن است. در این مجموعه، بزرگ‌ترین جشنواره عسل هرساله برگزار می‌شود.

## آب و هوا
وضعیت آب و هوای مسکو در طول فصول سال به شکل متفاوتی تغییر می‌کند. تغییرات سالانه دما، از نوامبر تا مارس دما کاهش می‌یابد و میانگین دماها در این ماه‌ها متغیر است، به‌طور کلی از -۹٫۱ درجه سانتی‌گراد تا -۷٫۶ درجه سانتی‌گراد. بالاترین دماها نیز از -۴ درجه سانتی‌گراد تا ۲٫۶ درجه سانتی‌گراد می‌رسند.
در زمینه بارندگی، از ماه مه تا اکتبر، میزان بارندگی افزایش می‌یابد. همچنین، در ماه‌های نوامبر تا مارس، برف نیز رخ می‌دهد و معمولاً در هر ماه حدود ۱۰ تا ۱۸ روز برفباری دیده می‌شود.
در فصل تابستان، ساعات روشنایی روز به حدود ۹٫۳ ساعت افزایش می‌یابد، در حالی که در ماه‌های زمستان نور خورشید کمتری را تجربه می‌کنید و در ماه دسامبر، میانگین زمانی که نور خورشید حاضر است، به ۰٫۶ ساعت می‌رسد. به‌طور کلی مسکو دارای اقلیم قاره‌ای مرطوب با زمستانهایی طولانی و سرد و تابستانهایی کوتاه و گرم می‌باشد. مسکو چهار فصل سال را داراست؛ گرچه زمستان اغلب طولانی و دیگر فصول کوتاهترند چون که در منطقه قطب قرار دارد و در ماه زمستان (به خصوص ماه فوریه و ژانویه) یخ می‌زنند.
| داده‌های اقلیم مسکو      | داده‌های اقلیم مسکو | داده‌های اقلیم مسکو | داده‌های اقلیم مسکو | داده‌های اقلیم مسکو | داده‌های اقلیم مسکو | داده‌های اقلیم مسکو | داده‌های اقلیم مسکو | داده‌های اقلیم مسکو | داده‌های اقلیم مسکو | داده‌های اقلیم مسکو | داده‌های اقلیم مسکو | داده‌های اقلیم مسکو | داده‌های اقلیم مسکو |
| ماه                     | ژانویه             | فوریه              | مارس               | آوریل              | مه                 | ژوئن               | ژوئیه              | اوت                | سپتامبر            | اکتبر              | نوامبر             | دسامبر             | سال                |
| ----------------------- | ------------------ | ------------------ | ------------------ | ------------------ | ------------------ | ------------------ | ------------------ | ------------------ | ------------------ | ------------------ | ------------------ | ------------------ | ------------------ |
| میانگین بیش‌ترین °C (°F) | −۶٫۳ (۲۱)          | −۴٫۲ (۲۴)          | ۱٫۵ (۳۵)           | ۱۰٫۴ (۵۱)          | ۱۸٫۴ (۶۵)          | ۲۱٫۷ (۷۱)          | ۲۳٫۱ (۷۴)          | ۲۱٫۵ (۷۱)          | ۱۵٫۴ (۶۰)          | ۸٫۲ (۴۷)           | ۱٫۱ (۳۴)           | −۳٫۵ (۲۶)          | ۸٫۹ (۴۸)           |
| میانگین روزانه °C (°F)  | −۹٫۳ (۱۵)          | −۷٫۷ (۱۸)          | −۲٫۲ (۲۸)          | ۵٫۸ (۴۲)           | ۱۳٫۱ (۵۶)          | ۱۶٫۶ (۶۲)          | ۱۸٫۲ (۶۵)          | ۱۶٫۴ (۶۲)          | ۱۱٫۱ (۵۲)          | ۵٫۱ (۴۱)           | −۱٫۲ (۳۰)          | −۶٫۱ (۲۱)          | ۵٫۰ (۴۱)           |
| میانگین کم‌ترین °C (°F)  | −۱۲٫۳ (۱۰)         | −۱۱٫۱ (۱۲)         | −۵٫۶ (۲۲)          | ۱٫۷ (۳۵)           | ۷٫۶ (۴۶)           | ۱۱٫۵ (۵۳)          | ۱۳٫۵ (۵۶)          | ۱۲٫۰ (۵۴)          | ۷٫۱ (۴۵)           | ۲٫۰ (۳۶)           | −۳٫۳ (۲۶)          | −۸٫۶ (۱۷)          | ۱٫۲ (۳۴)           |
| منبع:                   |                    |                    |                    |                    |                    |                    |                    |                    |                    |                    |                    |                    |                    |

## نگارخانه

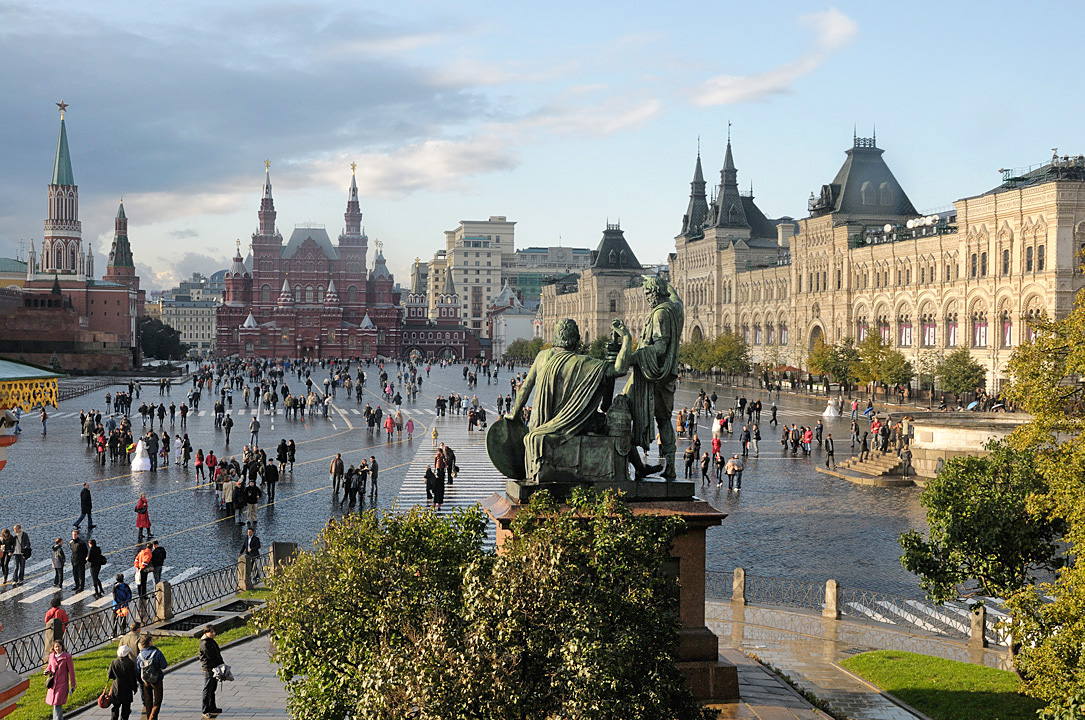
میدان سرخ
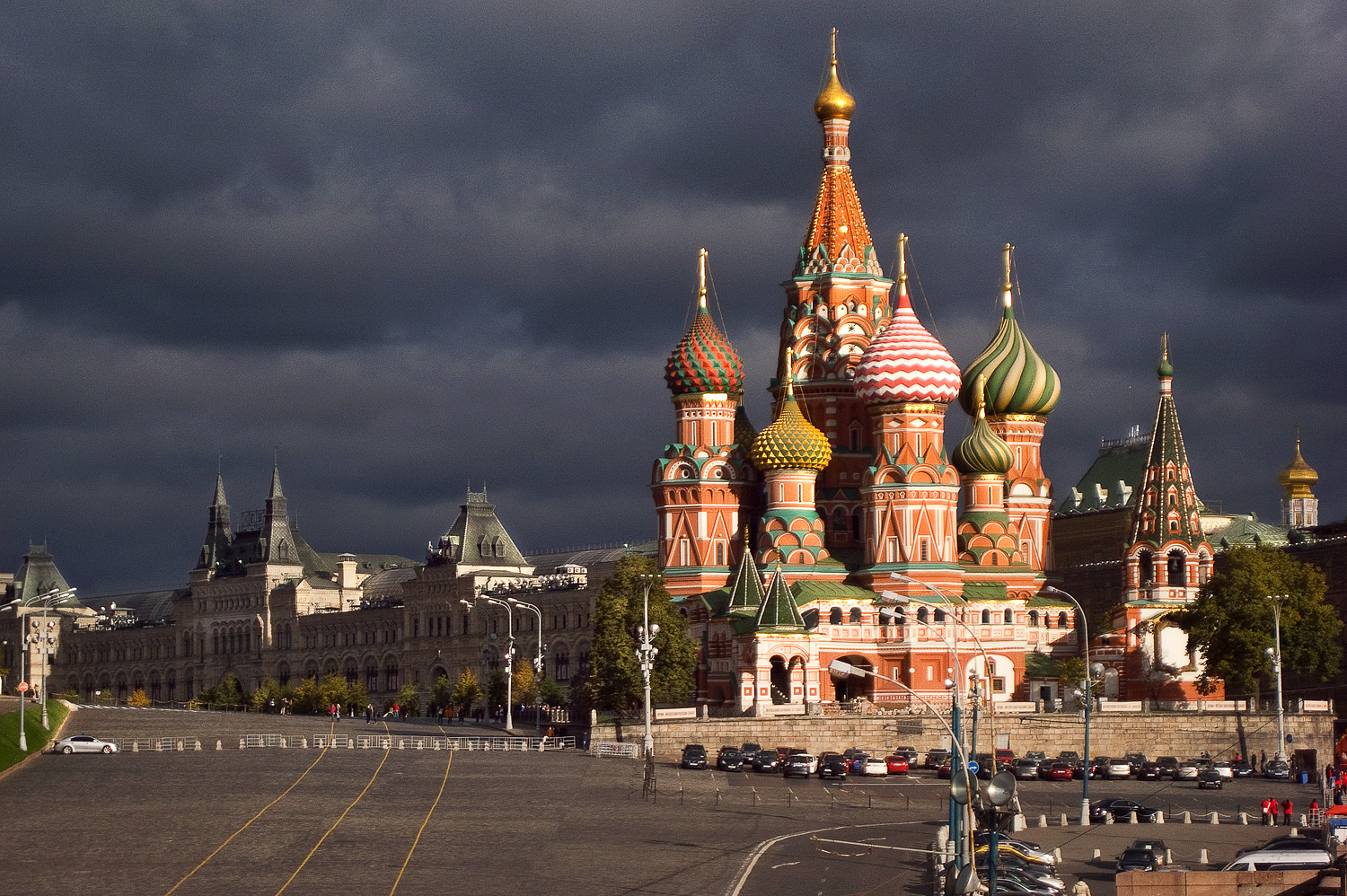
کلیسای جامع سنت باسیل با گنبدهای پیازی رنگارنگش، امروزه به عنوان نماد مسکو و حتی روسیه شناخته می‌شود.
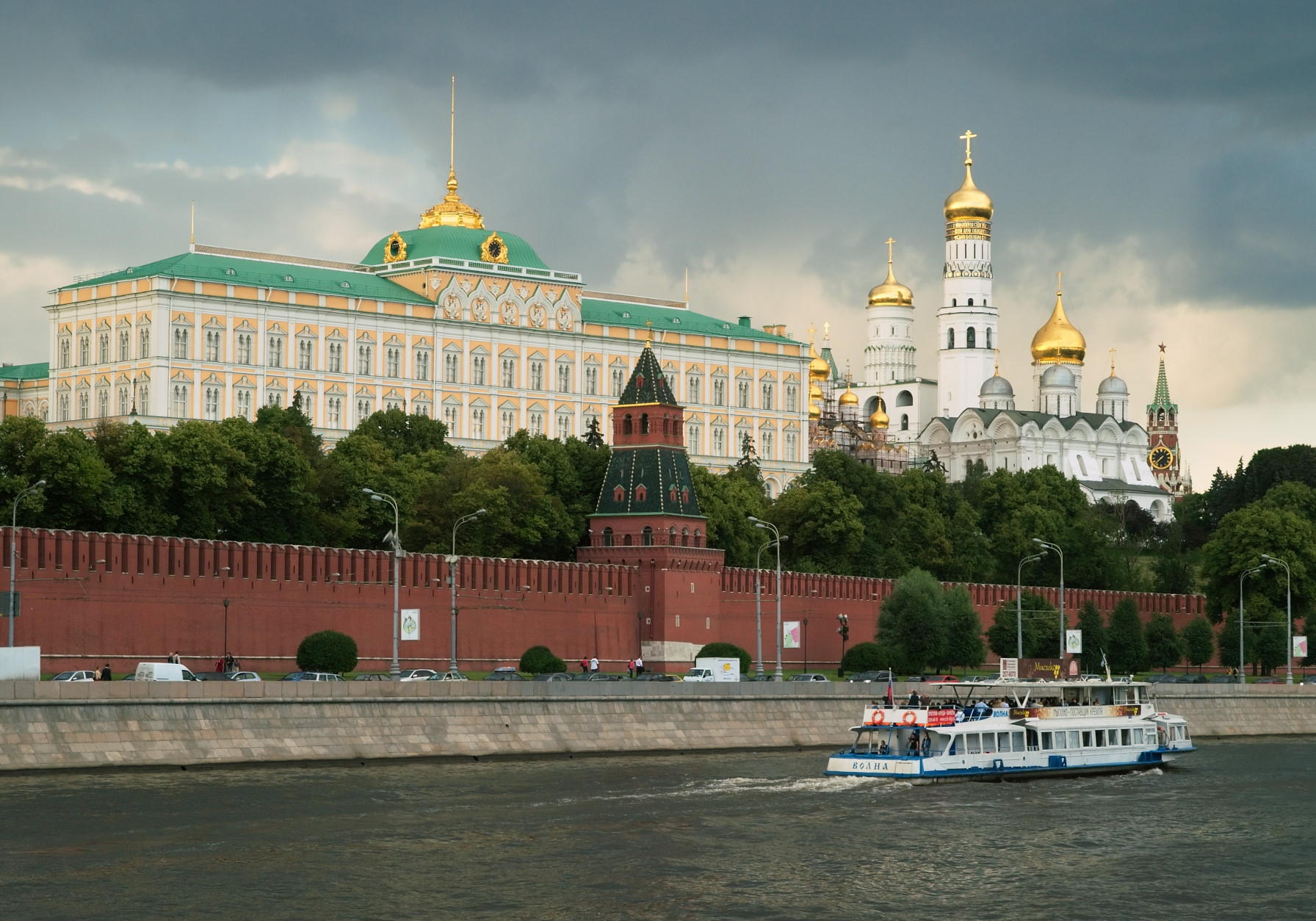
نمایی از کاخ کرملین و رودخانه مسکو. این کاخ هم‌اکنون اقامتگاه رسمی رئیس جمهور روسیه است.
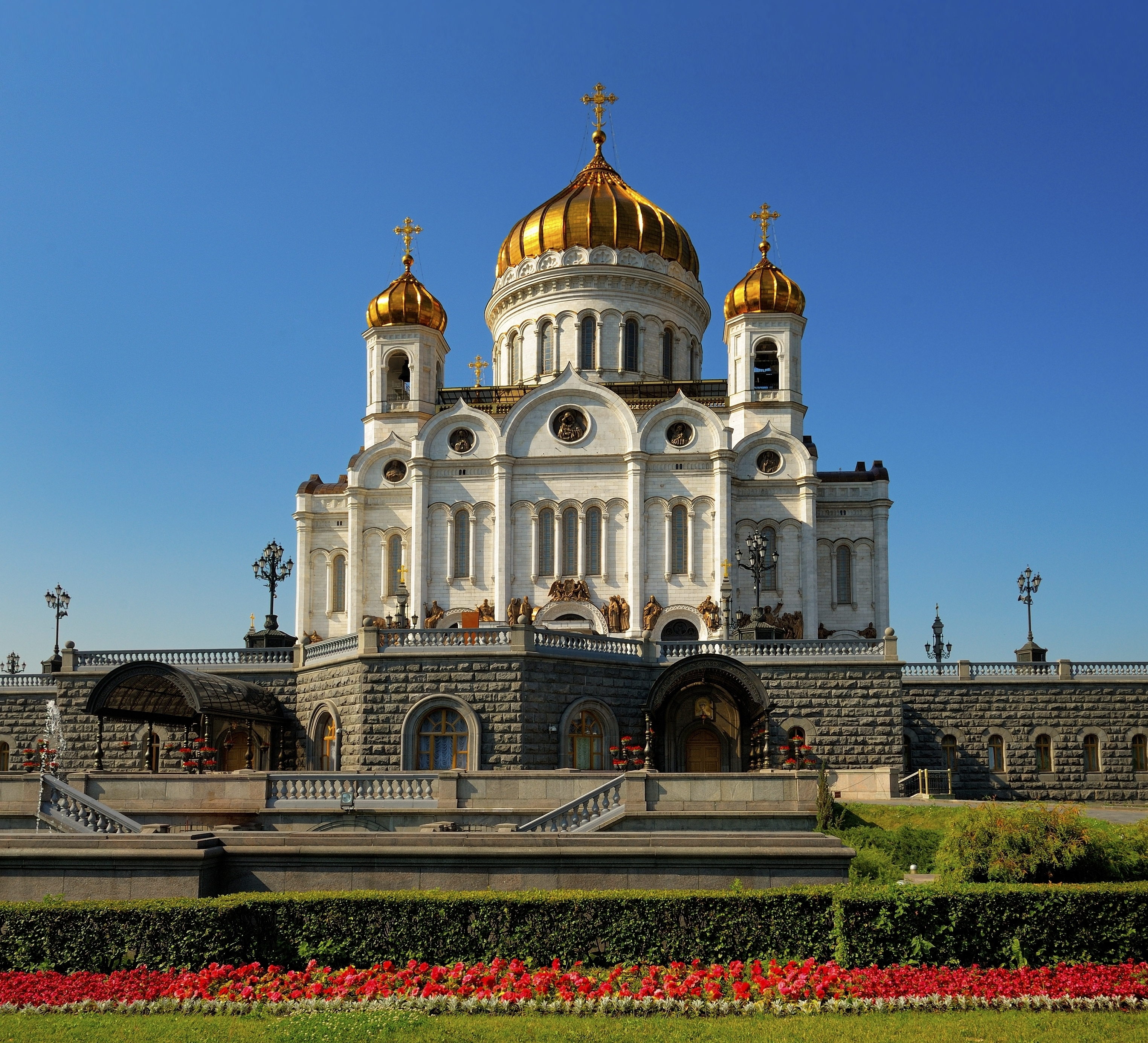
کلیسای مسیح منجی
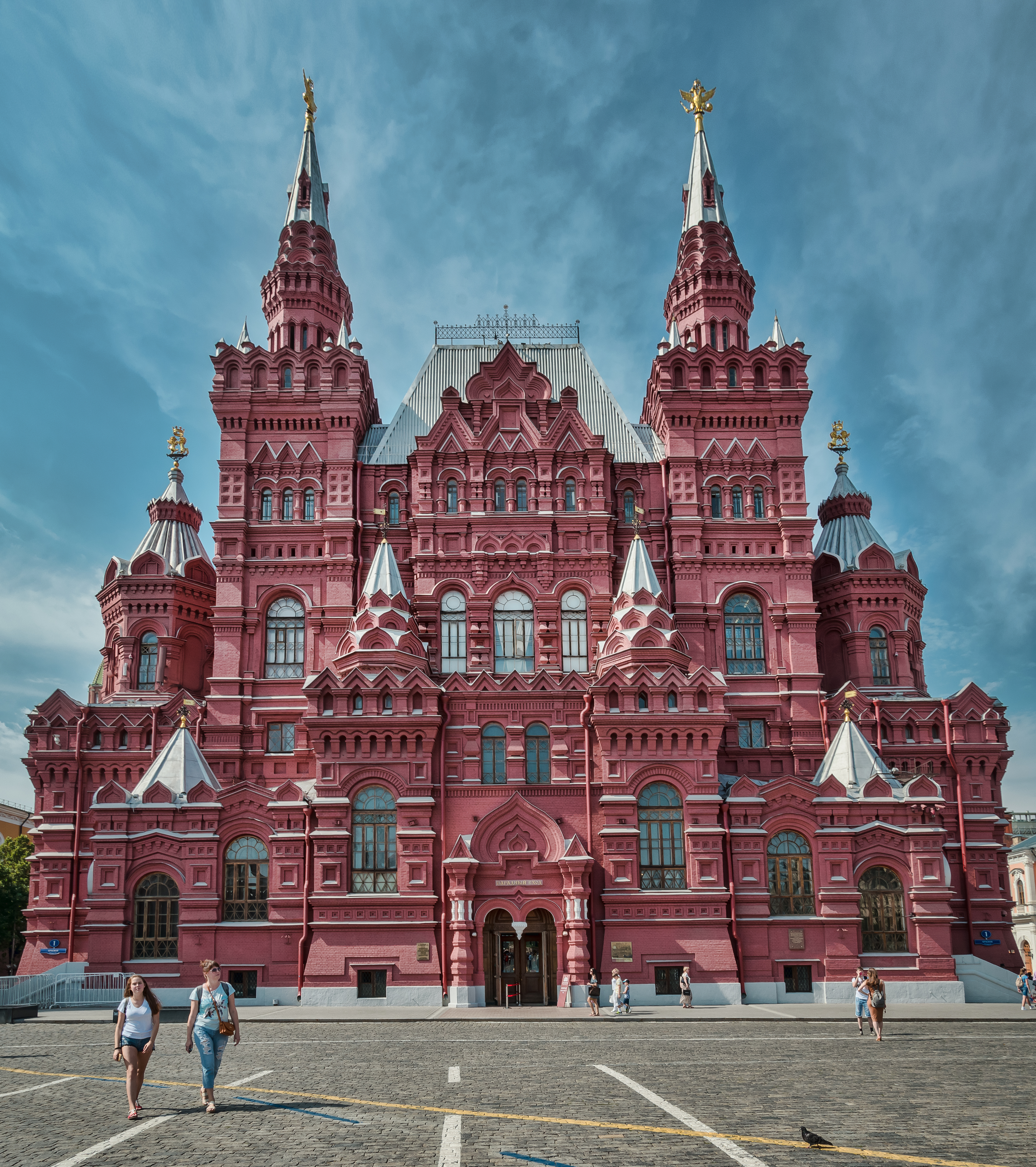
موزه دولتی تاریخ روسیه
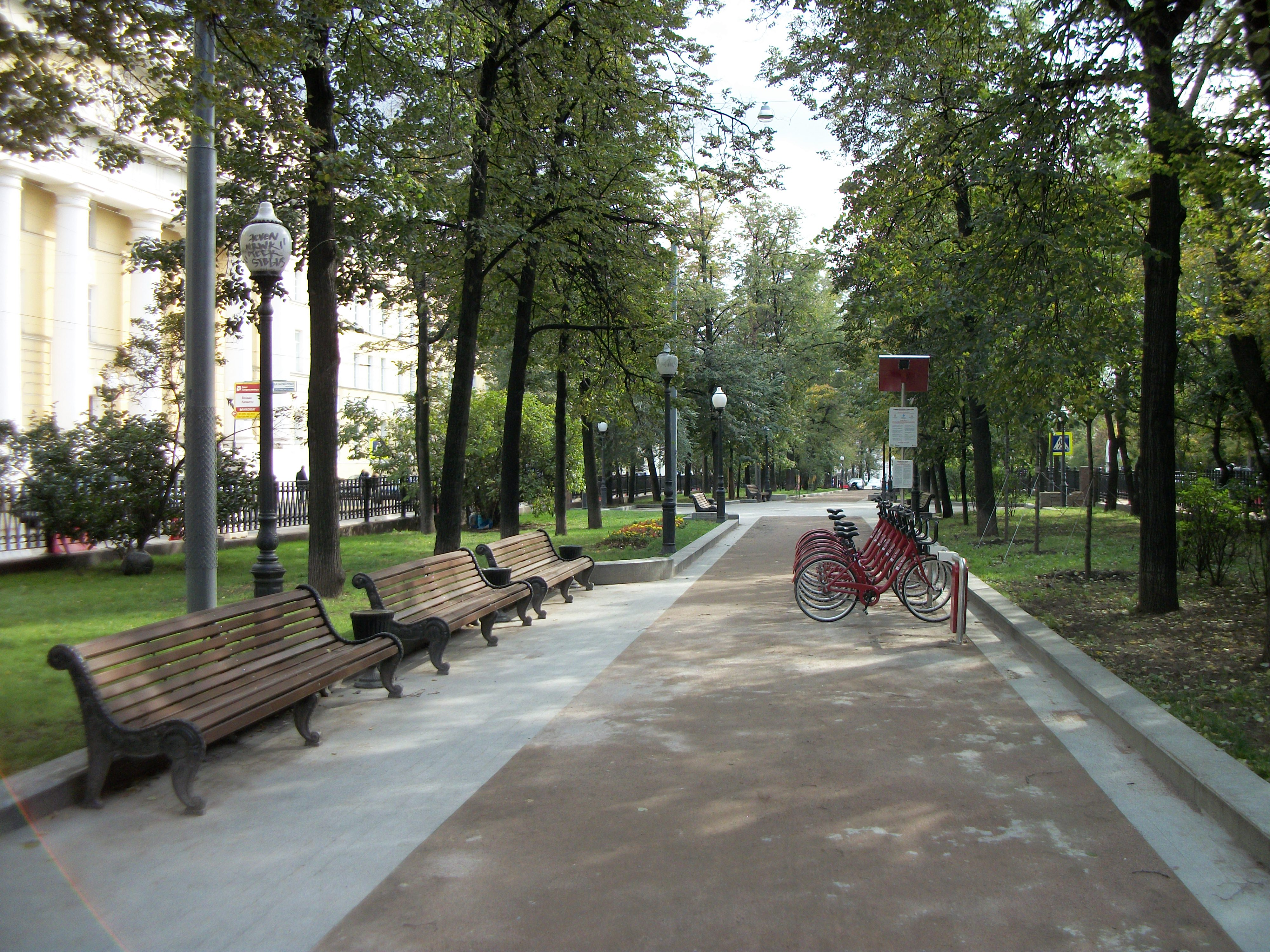
نمایی از بلوار پاکروفسکی در بخش مرکزی مسکو. سفارت ایران در مسکو در این بلوار قرار دارد.
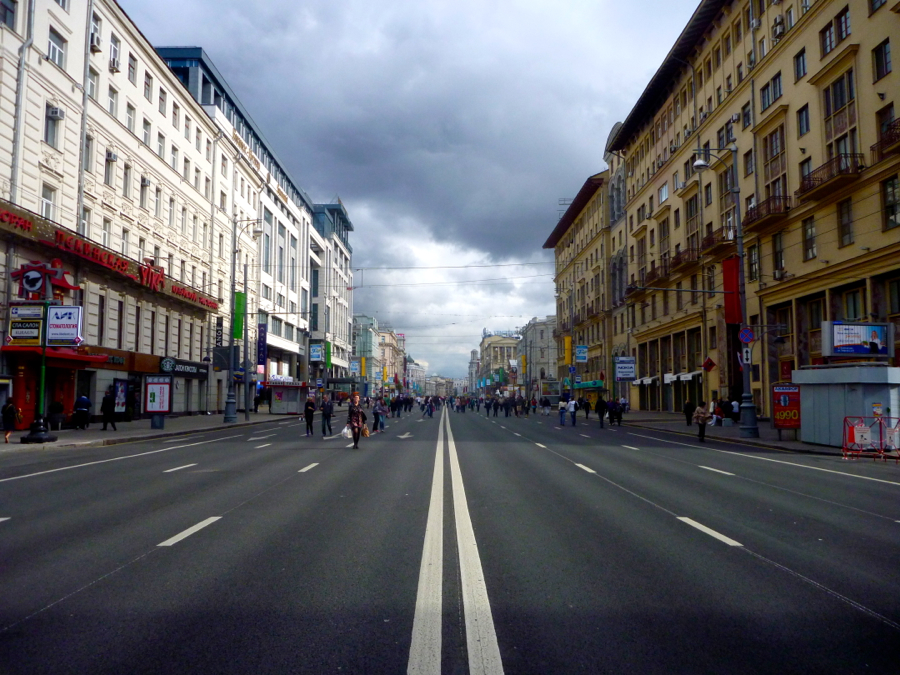
خیابان توِرسکایا یکی از قدیمی‌ترین و مشهورترین خیابان‌های مسکو و پنجمین خیابان گران در جهان است.
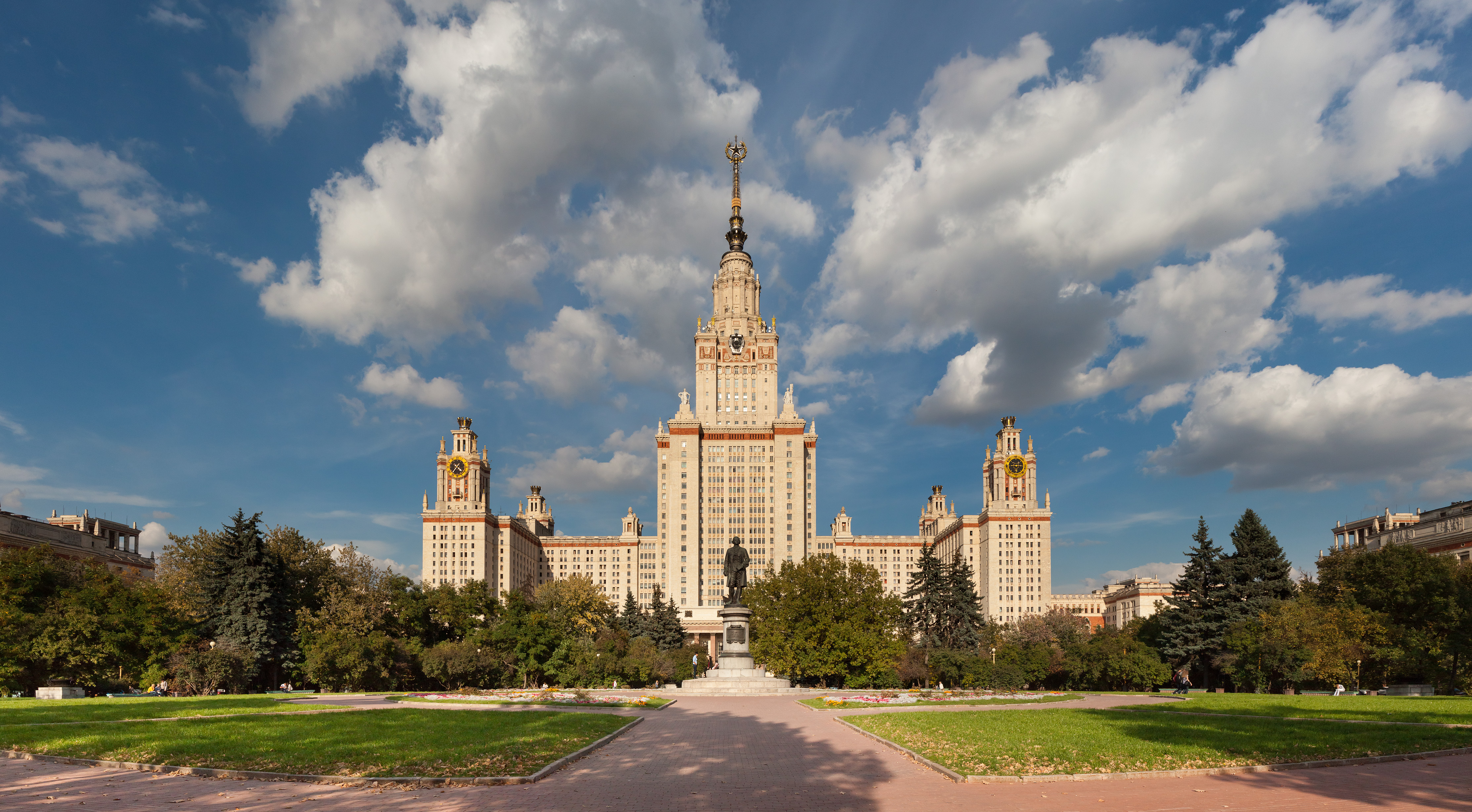
دانشگاه دولتی مسکو
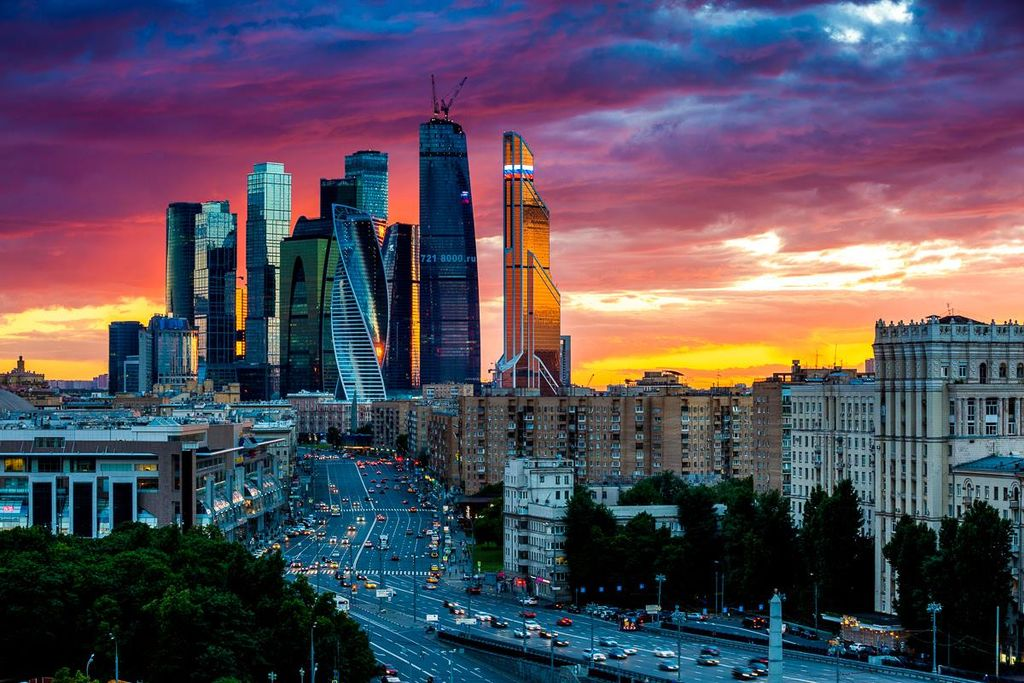
مرکز تجارت جهانی مسکو
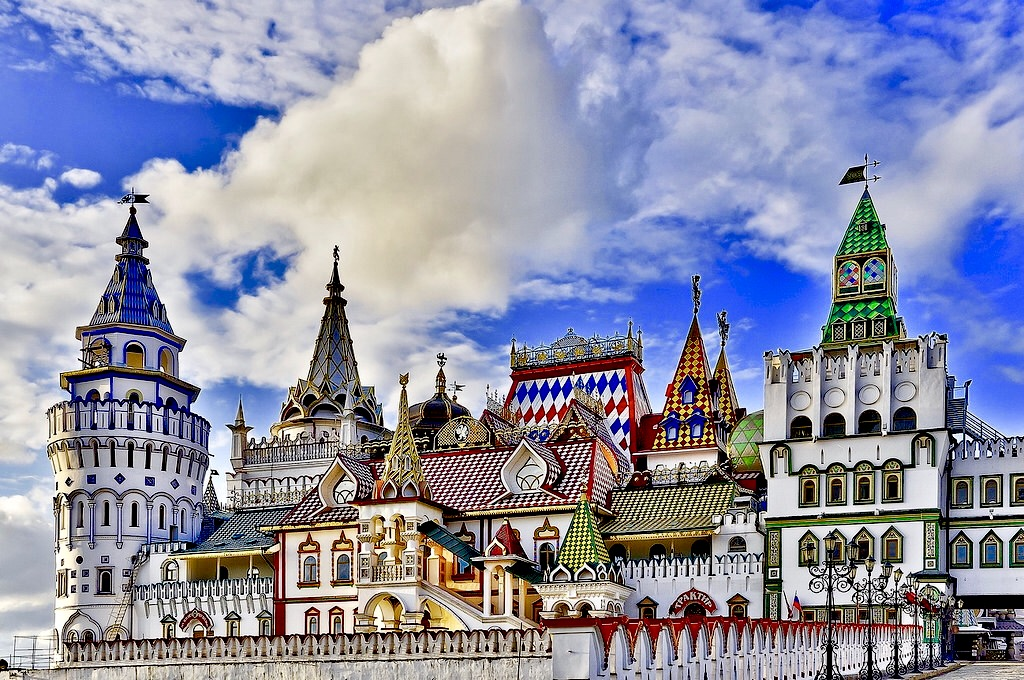
نمای کرملین از منطقه اسماعیلوف
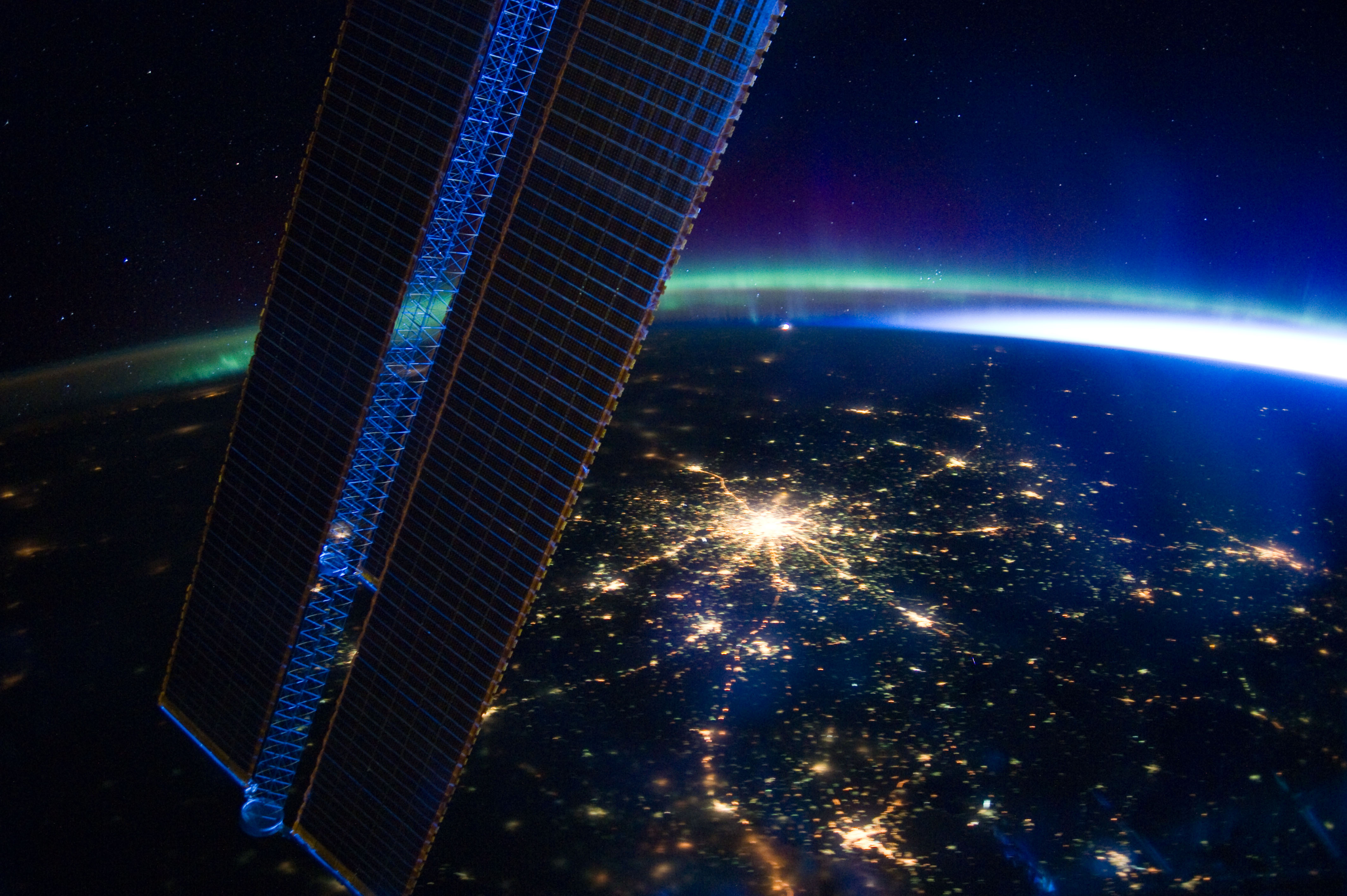
تصویر کلانشهر مسکو از فضا منتشر شده توسط ایستگاه فضایی بین‌المللی
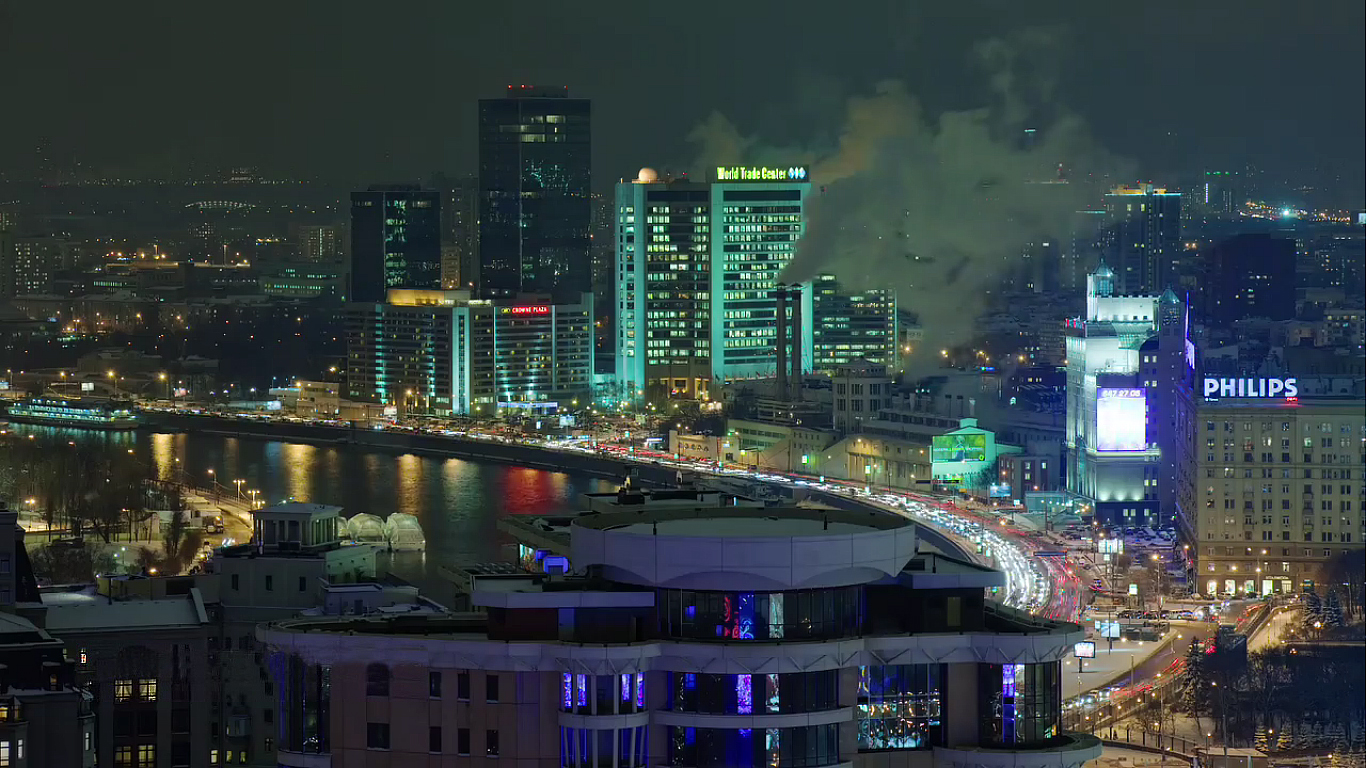
نمایی از شهر مسکو در شب
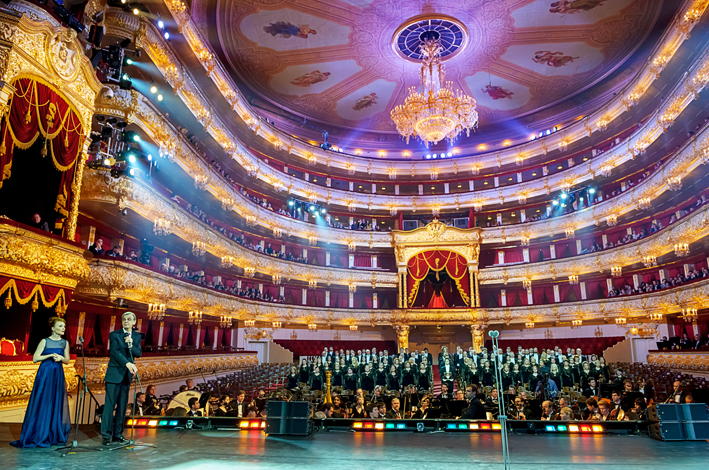
تئاتر بولشوی از افتخارات فرهنگ و هنر روسیه است. این تالار پرشکوه در سال ۱۷۷۶ میلادی، به دستور کاترین کبیر، در شهر مسکو پایه‌گذاری شد.
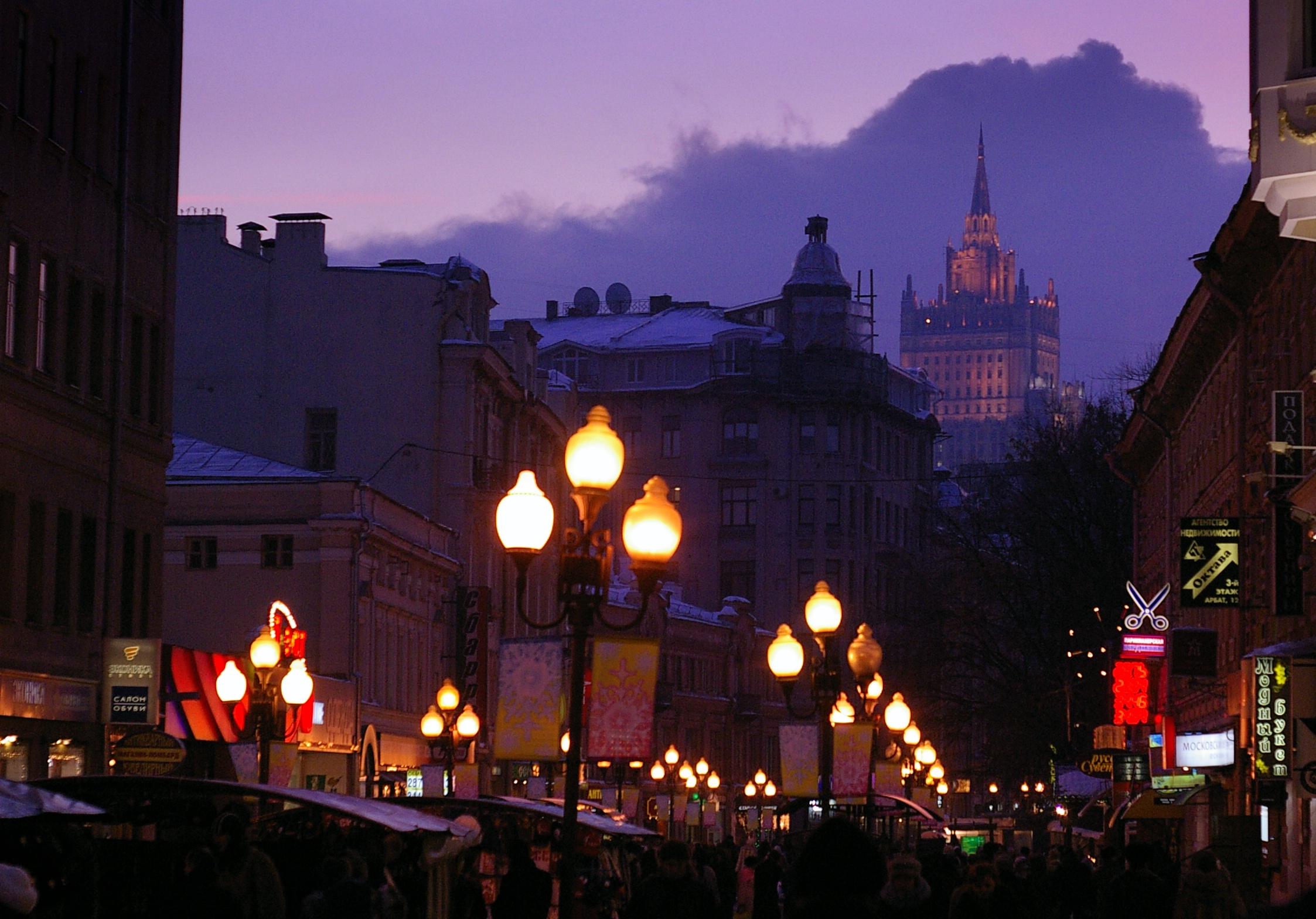
نمایی از خیابان آربات در عصر
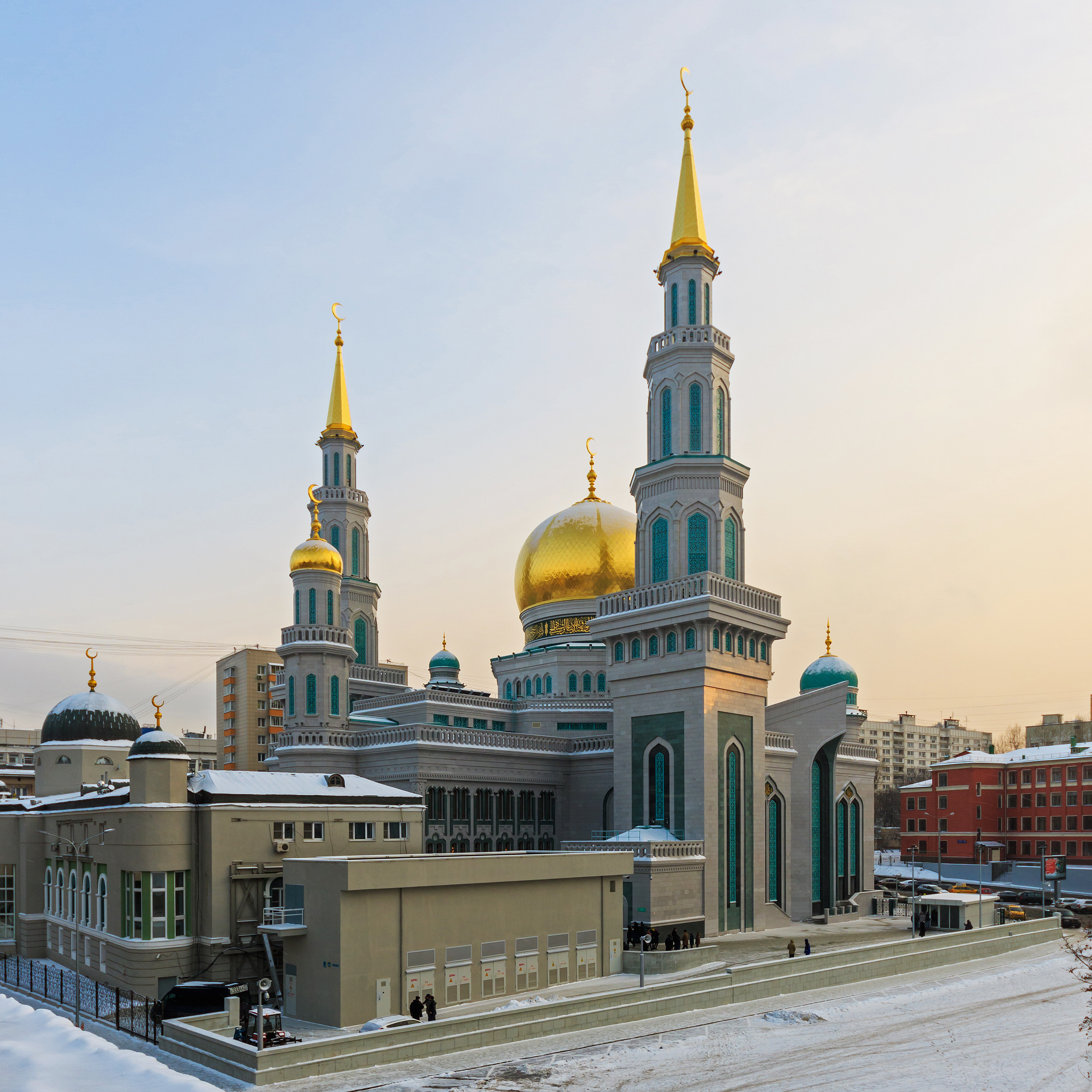
مسجد جامع مسکو، بزرگترین مسجد اروپا، در سپتامبر ۲۰۱۵ توسط ولادیمیر پوتین افتتاح شد.
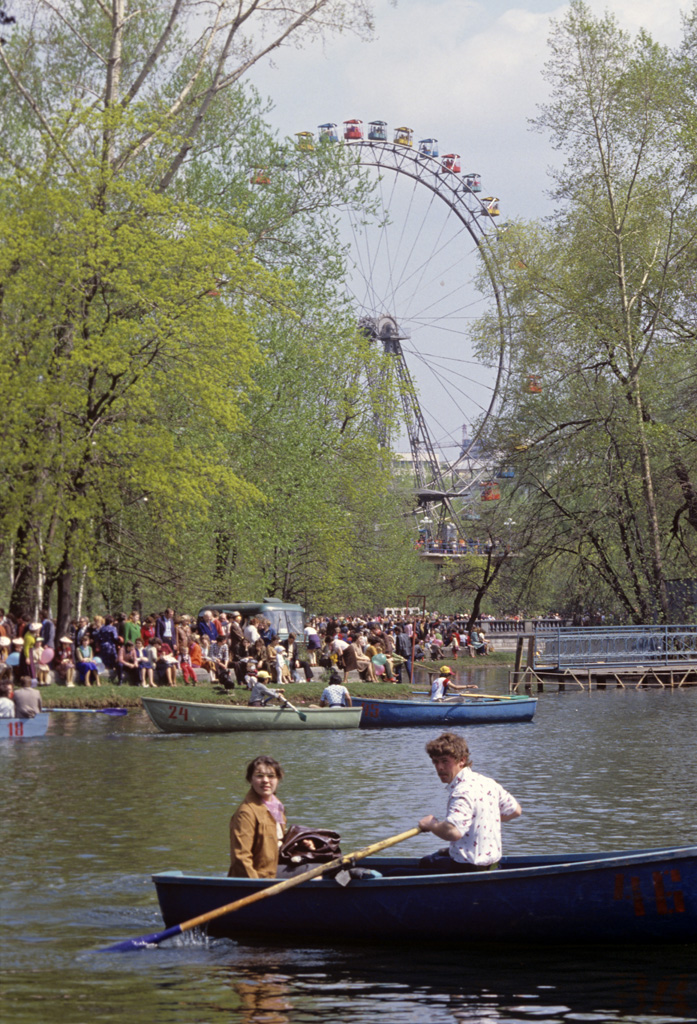
پارک گورکی که به پارک فرهنگ نیز شهرت دارد.
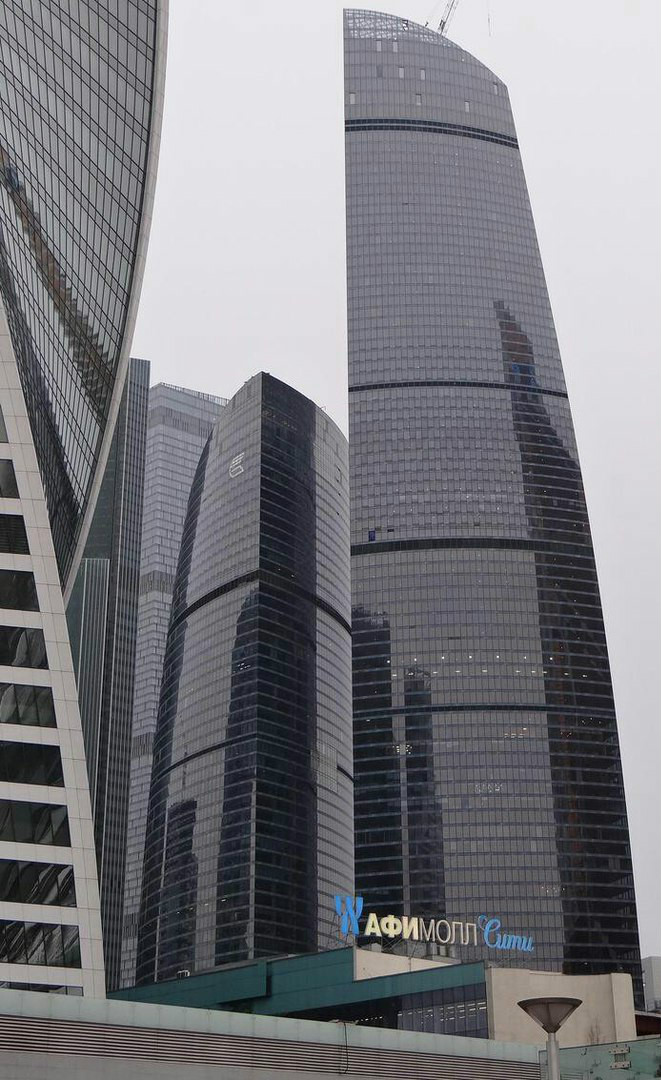
برج فدراسیون واقع در مرکز تجارت جهانی مسکو هم‌اکنون بلندترین آسمانخراش در اروپاست.
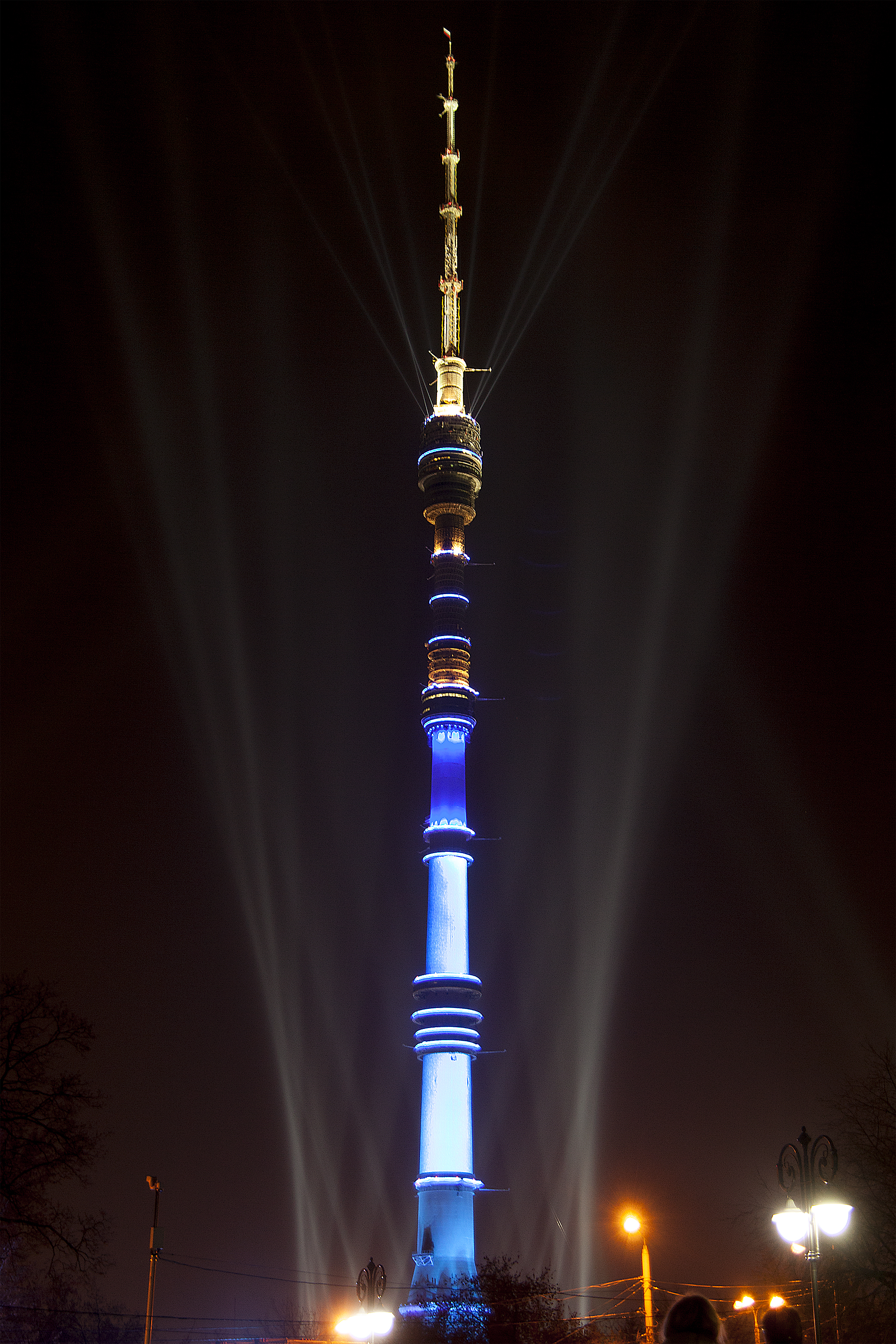
برج اوستانکینو بلندترین سازه ساخت دست بشر در قاره اروپا و هشتمین در کل جهان است.
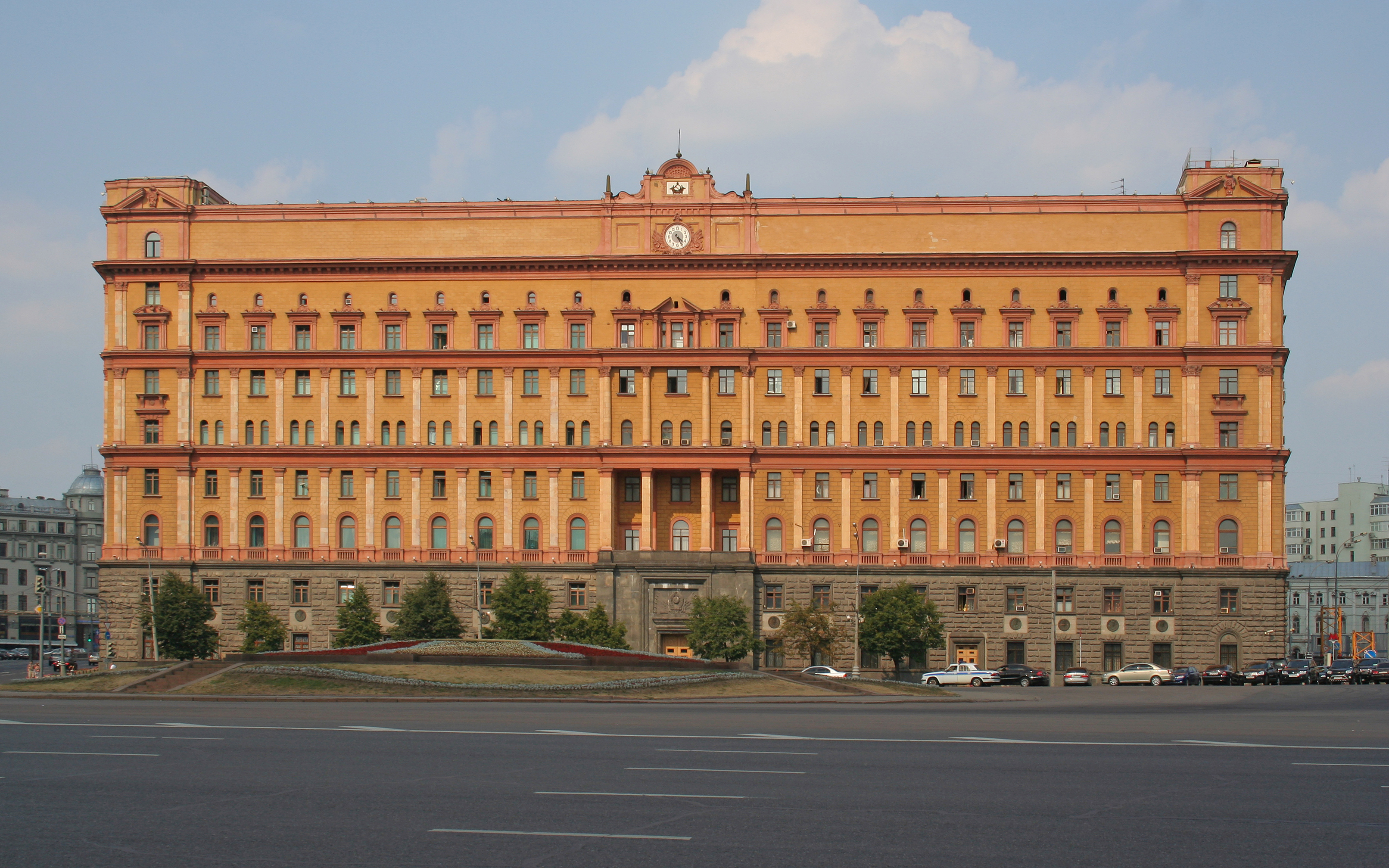
ساختمان مرکزی کاگ‌ب در میدان لوبیانکا

## شهرهای خواهرخوانده
| - پکن، چین - آستانه، قزاقستان - آنکارا، ترکیه - باکو، جمهوری آذربایجان - برلین، آلمان - برست، بلاروس - بروکسل، بلژیک - بخارست، رومانی - شیکاگو، آمریکا - دونتسک، اوکراین - صوفیا، بلغارستان - دوسلدورف، آلمان - گنجه، جمهوری آذربایجان - اینگولشتات، آلمان - جاکارتا، اندونزی - جلگاوا، لتونی - خارکوف، اوکراین | - کولومنا، روسیه - کراکوف، لهستان - لاپاز، بولیوی - لیموژ، فرانسه - لیوبلیانا، اسلونی - لندن، بریتانیا - مادرید، اسپانیا - مانیل، فیلیپین - ناریان-مار، روسیه - نیکوزیا، قبرس - پاریس، فرانسه - اسلونیک بورد، کرواسی - بانیا لوکا، بوسنی و هرزگوین - پراگ، جمهوری چک - رشت، ایران | - ریک‌یاویک، ایسلند - تل‌آویو، اسرائیل - ریگا، لتونی - سائو پائولو، برزیل - تالین، استونی - تهران، ایران - تیرانا، آلبانی - توکیو، ژاپن - تونس، تونس - اولان باتور، مغولستان - والنسین، فرانسه - وین، اتریش - ورشو، لهستان - ایروان، ارمنستان |